# H-Bahn

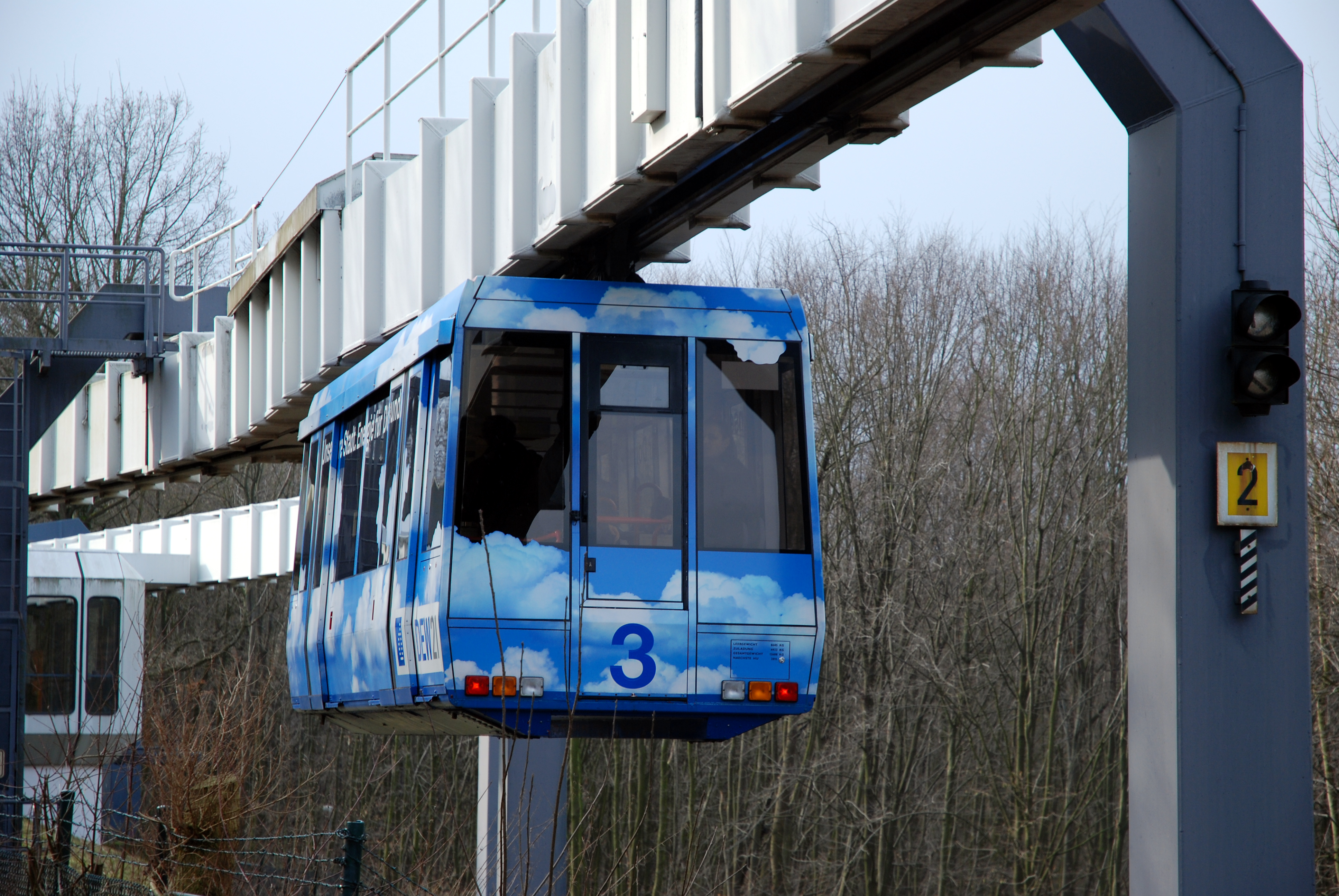
H-Bahn de Dortmund

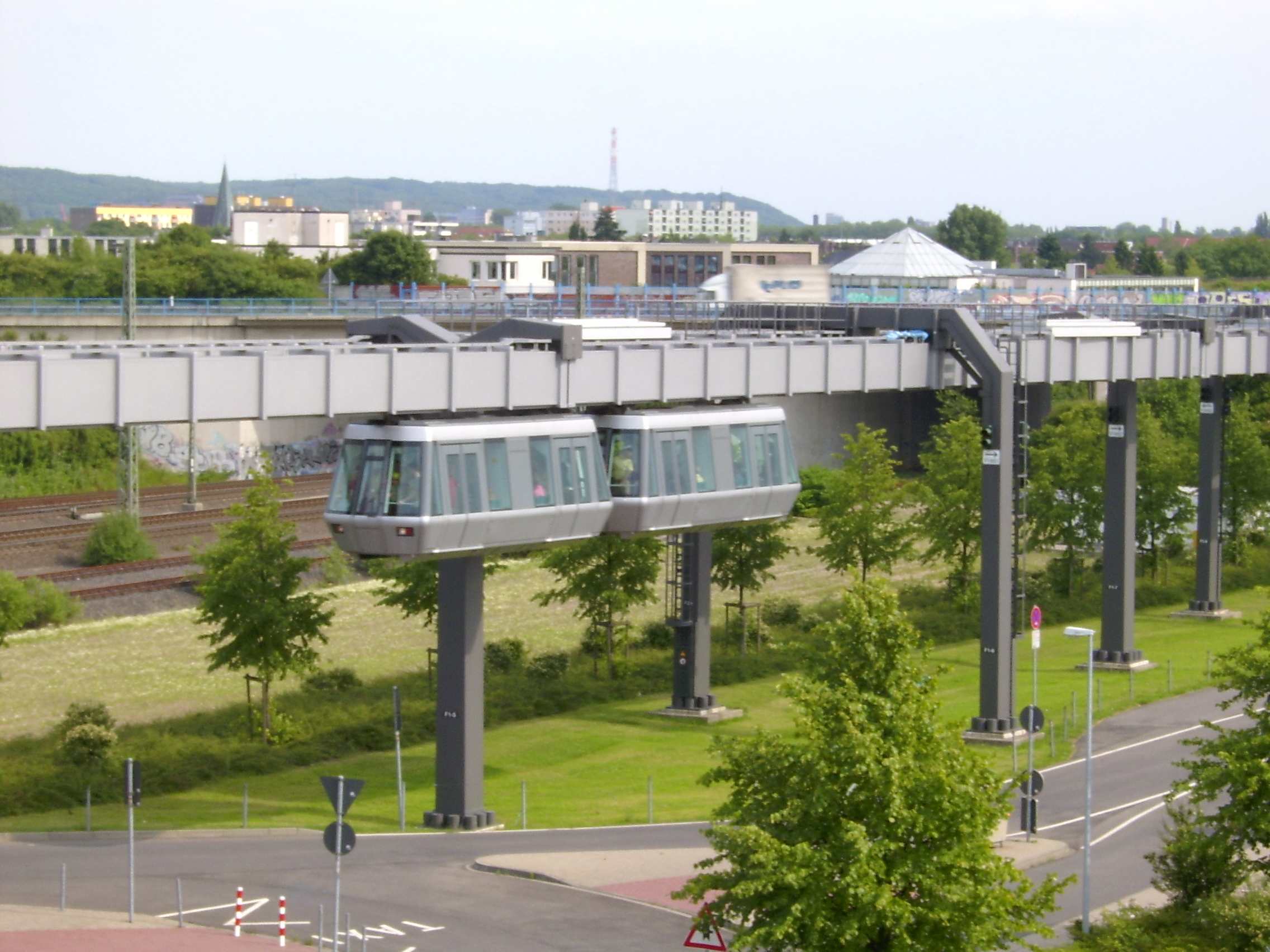
H-Bahn de Düsseldorf

H-Bahn es un sistema de monorriel suspendido del tipo SAFEGE, cuyo funcionamiento es automático, sin conductor. Dos instalaciones cuentan con este servicio, las cuales se localizan en Alemania. Originalmente fue desarrollado por Siemens, bajo las siglas SIPEM, de SIemens PEople Mover. El nombre actual, H-Bahn, proviene del alemán, Hängebahn, que en español significa tren colgante.
Las dos instalaciones existentes en servicio se encuentran en las ciudades alemanas de Dortmund y Düsseldorf. La primera de ellas consiste en una única vía con dos líneas en la Universidad Técnica de Dortmund que une los campus norte y sur.
La segunda es el Sky-Train de Düsseldorf, que conecta las estaciones de la terminal del Aeropuerto Internacional de Düsseldorf con el aparcamiento y la estación de las líneas de Deutsche Bahn, mediante una sola línea, con dos vías. Mientras que en Dortmund circulan cabinas independientes, en Düsseldorf funcionan parejas de cabinas.